# Associazione Calcio ChievoVerona 2018-2019
Questa voce raccoglie le informazioni riguardanti l'Associazione Calcio ChievoVerona nelle competizioni ufficiali della stagione 2018-2019.

## Stagione
Nel campionato 2018-19 il Chievo fa registrare un avvio negativo, ottenendo un solo punto nei primi 270'. Ad aggravare ulteriormente la classifica scaligera è la penalizzazione di 3 punti, che a metà settembre il Tribunale Federale Nazionale infligge ai gialloblù per plusvalenze fittizie; il presidente Campedelli viene inoltre inibito sino al termine del 2018. Dopo la sconfitta per 3-1 con il Milan, Ventura viene chiamato a prendere il posto di D'Anna in panchina. L'ex tecnico della Nazionale non riesce a migliorare la situazione, rescindendo il contratto durante la sosta di novembre. Il terzo allenatore è Domenico Di Carlo, che aveva guidato gli scaligeri già in due occasioni.
L'avvicendamento in panchina giova leggermente ai veronesi, che dopo quattro pareggi in fila e una sconfitta, conquistano la prima vittoria (a danno del Frosinone) sul finire del girone di andata. La crisi di risultati prosegue tuttavia nella seconda parte di stagione, complicando ulteriormente la strada verso la salvezza. In seguito alla sosta di marzo, la formazione veneta inanella un filotto negativo di quattro sconfitte consecutive: in particolare, il 3-1 casalingo subìto dal Napoli condanna aritmeticamente il Chievo alla Serie B dopo 11 stagioni nella massima divisione. L'unico precedente in tal senso risaliva al campionato 2006-07, quando gli scaligeri mancarono la salvezza all'ultimo turno. Con la retrocessione ormai aritmetica, i clivensi ottengono la seconda affermazione stagionale a spese della Lazio. Il successo a scapito dei romani rimane l'ultimo del campionato, concluso da due pareggi senza reti. La stagione segna anche l'addio del capitano Sergio Pellissier all'attività agonistica.

## Divise e sponsor
Il fornitore tecnico per la stagione 2018-2019 è Givova, al nono anno di partnership con la società clivense; lo sponsor principale è Paluani.
| Casa | Trasferta | Terza divisa |

## Rosa
| N. |                     | Ruolo | Calciatore                       |
| -- | ------------------- | ----- | -------------------------------- |
| 1  | Croazia (bandiera)  | P     | Adrian Šemper                    |
| 2  | Italia (bandiera)   | C     | Ezequiel Schelotto               |
| 3  | Serbia (bandiera)   | D     | Strahinja Tanasijević            |
| 4  | Italia (bandiera)   | C     | Nicola Rigoni                    |
| 5  | Italia (bandiera)   | D     | Federico Barba                   |
| 6  | Francia (bandiera)  | D     | Nicolas Frey                     |
| 7  | Italia (bandiera)   | C     | Luca Garritano                   |
| 7  | Brasile (bandiera)  | C     | Lucas Piazon                     |
| 8  | Serbia (bandiera)   | C     | Ivan Radovanović (vice capitano) |
| 8  | Senegal (bandiera)  | C     | Assane Dioussé                   |
| 9  | Polonia (bandiera)  | A     | Mariusz Stępiński                |
| 10 | Italia (bandiera)   | A     | Manuel Pucciarelli               |
| 11 | Francia (bandiera)  | A     | Mehdi Léris                      |
| 12 | Slovenia (bandiera) | D     | Boštjan Cesar                    |
| 13 | Belgio (bandiera)   | A     | Sofian Kiyine                    |
| 14 | Italia (bandiera)   | D     | Mattia Bani                      |
| 15 | Italia (bandiera)   | D     | Luca Rossettini                  |
| 16 | Italia (bandiera)   | P     | Andrea Seculin                   |
| 17 | Italia (bandiera)   | A     | Emanuele Giaccherini             |
| 18 | Guinea (bandiera)   | C     | Ibrahim Karamoko                 |
| 19 | Gambia (bandiera)   | A     | Musa Juwara                      |

| N. |                       | Ruolo | Calciatore                   |
| -- | --------------------- | ----- | ---------------------------- |
| 20 | Serbia (bandiera)     | A     | Filip Đorđević               |
| 21 | Argentina (bandiera)  | C     | Mauro Burruchaga             |
| 22 | Nigeria (bandiera)    | C     | Joel Obi                     |
| 22 | Italia (bandiera)     | P     | Michele Bragantini           |
| 23 | Slovenia (bandiera)   | C     | Valter Birsa                 |
| 24 | Francia (bandiera)    | D     | Thadèe Kaleba                |
| 25 | Montenegro (bandiera) | A     | Sergej Grubac                |
| 26 | Italia (bandiera)     | C     | Massimo Bertagnoli           |
| 27 | Italia (bandiera)     | C     | Fabio Depaoli                |
| 29 | Italia (bandiera)     | D     | Fabrizio Cacciatore          |
| 31 | Italia (bandiera)     | A     | Sergio Pellissier (capitano) |
| 33 | Italia (bandiera)     | D     | Marco Andreolli              |
| 40 | Serbia (bandiera)     | D     | Nenad Tomović                |
| 43 | Albania (bandiera)    | D     | Angelo Ndrecka               |
| 44 | Polonia (bandiera)    | D     | Paweł Jaroszyński            |
| 47 | Slovacchia (bandiera) | D     | Martin Valjent               |
| 55 | Italia (bandiera)     | C     | Emanuel Vignato              |
| 56 | Finlandia (bandiera)  | C     | Përparim Hetemaj             |
| 67 | Italia (bandiera)     | P     | Elia Caprile                 |
| 69 | Italia (bandiera)     | A     | Riccardo Meggiorini          |
| 70 | Italia (bandiera)     | P     | Stefano Sorrentino           |

## Calciomercato

### Sessione estiva(dal 1/7 al 17/8)
| Acquisti | Acquisti              | Acquisti           | Acquisti                         |
| R.       | Nome                  | da                 | Modalità                         |
| -------- | --------------------- | ------------------ | -------------------------------- |
| P        | Matteo Brunelli       | Carpi              | fine prestito                    |
| P        | Adrian Šemper         | Dinamo Zagabria    | prestito con diritto di riscatto |
| D        | Federico Barba        | Sporting Gijón     | definitivo (3 milioni €)         |
| D        | Yusupha Bobb          | Reggiana           | fine prestito                    |
| D        | Luca Di Minico        | Nocerina           | fine prestito                    |
| D        | Nicolas Frey          | Venezia            | fine prestito                    |
| D        | Gianni Manfrin        | Reggiana           | fine prestito                    |
| D        | Michele Rigione       | Ternana            | fine prestito                    |
| D        | Luca Rossettini       | Genoa              | prestito con diritto di riscatto |
| D        | Edoardo Sbampato      | Virtus Francavilla | fine prestito                    |
| D        | Strahinja Tanasijević | Rad Belgrado       | riscatto prestito (300000 €)     |
| D        | Nenad Tomović         | Fiorentina         | riscatto prestito                |
| D        | Martin Valjent        | Ternana            | fine prestito                    |
| C        | Mauro Burruchaga      | River Plate        | definitivo                       |
| C        | Antonio Cinelli       | Cremonese          | fine prestito                    |
| C        | Giovanni Di Noia      | Bari               | svincolato                       |
| C        | Andrea Magrini        | Ravenna            | fine prestito                    |
| C        | Maodo Malick Mbaye    | Carpi              | fine prestito                    |
| C        | Joel Obi              | Torino             | definitivo (2 milioni €)         |
| C        | Michele Troiani       | Triestina          | fine prestito                    |
| A        | Damir Bartulovic      | Aluminij           | fine prestito                    |
| A        | Victor Da Silva       | Fermana            | fine prestito                    |
| A        | Filip Đorđević        | Lazio              | svincolato                       |
| A        | Michele Fabbro        | Bassano            | definitivo                       |
| A        | Antonio Floro Flores  | Bari               | fine prestito                    |
| A        | Luca Garritano        | Carpi              | fine prestito                    |
| A        | Emanuele Giaccherini  | Napoli             | definitivo                       |
| A        | Lamin Jallow          | Cesena             | fine prestito                    |
| A        | Sofian Kiyine         | Salernitana        | fine prestito                    |
| A        | Ali Sowe              | Skënderbeu         | fine prestito                    |
| A        | Mariusz Stępiński     | Nantes             | definitivo (2,5 milioni €)       |

| Cessioni | Cessioni             | Cessioni       | Cessioni                        |
| R.       | Nome                 | a              | Modalità                        |
| -------- | -------------------- | -------------- | ------------------------------- |
| P        | Alessandro Confente  | Reggina        | prestito                        |
| P        | Filippo Pavoni       | Fermana        | prestito                        |
| P        | Lorenzo Sarini       | Imolese        | prestito                        |
| D        | Yusupha Bobb         | Cuneo          | prestito                        |
| D        | Dario Dainelli       | Livorno        | svincolato                      |
| D        | Fabrizio Danese      | Arezzo         | definitivo                      |
| D        | Alessandro Gamberini |                | fine carriera                   |
| D        | Massimo Gobbi        | Parma          | svincolato                      |
| D        | Giovanni Nuti        | Gubbio         | prestito                        |
| D        | Cesare Pogliano      | Reggina        | prestito                        |
| D        | Ansoumana Sanè       | Pro Patria     | prestito                        |
| D        | Edoardo Sbampato     | Alessandria    | prestito                        |
| D        | Martin Valjent       | Maiorca        | prestito                        |
| C        | Luca Baldassin       | Viterbese      | definitivo                      |
| C        | Samuel Bastien       | Standard Liegi | definitivo                      |
| C        | Lucas Castro         | Cagliari       | definitivo (6,5 milioni €)      |
| C        | Antonio Cinelli      |                | svincolato                      |
| C        | Nicola Danieli       | Virtus Verona  | prestito                        |
| C        | Giovanni Di Noia     | Carpi          | prestito                        |
| C        | Luca Garritano       | Cosenza        | prestito                        |
| C        | Gianluca Gaudino     |                | rescissione consensuale         |
| C        | Andrea Magrini       | Pontedera      | prestito                        |
| C        | Maodo Malick Mbaye   | Carpi          | prestito                        |
| C        | Michele Troiani      | Piacenza       | prestito                        |
| A        | Damir Bartulovic     | Albissola      | prestito                        |
| A        | Victor Da Silva      | Fermana        | prestito                        |
| A        | Michael Fabbro       | Siena          | prestito                        |
| A        | Antonio Floro Flores |                | risoluzione contratto           |
| A        | Roberto Inglese      | Napoli         | fine prestito                   |
| A        | Andrea Isufaj        | Lucchese       | prestito                        |
| A        | Lamin Jallow         | Salernitana    | prestito con diritto di opzione |
| A        | Ali Sowe             | CSKA Sofia     | fine prestito                   |

### Sessione invernale(dal 3/1 al 31/1)
| Acquisti | Acquisti            | Acquisti      | Acquisti                         |
| R.       | Nome                | da            | Modalità                         |
| -------- | ------------------- | ------------- | -------------------------------- |
| D        | Marco Andreolli     | Cagliari      | definitivo                       |
| C        | Assane Dioussé      | Saint-Étienne | prestito con diritto di riscatto |
| C        | Nuno Pina Nunes     | Genoa         | definitivo                       |
| C        | Lucas Piazon        | Chelsea       | prestito con diritto di riscatto |
| C        | Ezequiel Schelotto  | Brighton      | prestito                         |
| A        | Felice D'Amico      | Inter         | prestito                         |
| A        | Alejandro Rodríguez | Empoli        | fine prestito                    |

| Cessioni | Cessioni            | Cessioni    | Cessioni                         |
| R.       | Nome                | a           | Modalità                         |
| -------- | ------------------- | ----------- | -------------------------------- |
| D        | Fabrizio Cacciatore | Cagliari    | prestito con diritto di riscatto |
| D        | Ivan Michelotti     | Torino      | definitivo                       |
| D        | Michele Rigione     | Novara      | prestito                         |
| C        | Valter Birsa        | Cagliari    | definitivo                       |
| C        | Manlio Di Masi      | Foggia      | definitivo                       |
| C        | Joel Obi            | Alanyaspor  | prestito con diritto di riscatto |
| C        | Ivan Radovanović    | Genoa       | definitivo                       |
| A        | Lamin Jallow        | Salernitana | prestito con obbligo di riscatto |
| A        | Daniel Liberal      | Fermana     | definitivo                       |
| A        | Alejandro Rodríguez | Brescia     | prestito con obbligo di riscatto |
| A        | Ali Sowe            | CSKA Sofia  | definitivo                       |

## Risultati

### Serie A

#### Girone di andata
| Arbitro: | Pasqua (Tivoli) |

|                                      |           |                                               |
| Stępiński 38’ Giaccherini 56’ (rig.) | Marcatori | 3’ Khedira 75’ (aut.) Bani 90+3’ Bernardeschi |

| Arbitro: | Abisso (Palermo) |

|                                                                    |           |             |
| Milenković 8’ Gerson 42’ Benassi 49’, 90’ Chiesa 71’ Simeone 90+3’ | Marcatori | 76’ Tomović |

| Verona 2 settembre 2018, ore 20:30 CEST 3ª giornata | Chievo               | 0 – 0 referto | Empoli | Stadio Marcantonio Bentegodi (9 000 spett.)\| Arbitro: \| Giacomelli (Trieste) \| |
| Arbitro:                                            | Giacomelli (Trieste) |               |        |                                                                                   |

| Arbitro: | Mazzoleni (Bergamo) |

|                               |           |                         |
| El Shaarawy 10’ Cristante 30’ | Marcatori | 52’ Birsa 83’ Stępiński |

| Arbitro: | Pairetto (Nichelino) |

|  |           |                         |
|  | Marcatori | 76’ de Paul 90’ Lasagna |

| Arbitro: | Pasqua (Tivoli) |

|                       |           |  |
| Piątek 42’ Pandev 54’ | Marcatori |  |

| Arbitro: | Guida (Torre Annunziata) |

|  |           |          |
|  | Marcatori | 88’ Zaza |

| Arbitro: | Calvarese (Teramo) |

|                                  |           |                |
| Higuaín 27’, 34’ Bonaventura 56’ | Marcatori | 63’ Pellissier |

| Arbitro: | Rocchi (Firenze) |

|                  |           |                                             |
| Birsa 84’ (rig.) | Marcatori | 25’ de Roon 28’, 50’, 52’ Iličić 72’ Gosens |

| Arbitro: | Piccinini (Forlì) |

|                          |           |               |
| Pavoletti 15’ Castro 59’ | Marcatori | 79’ Stępiński |

| Arbitro: | Aureliano (Bologna) |

|  |           |                                           |
|  | Marcatori | 42’ Di Francesco 90+4’ (aut.) Giaccherini |

| Arbitro: | Orsato (Schio) |

|                               |           |                           |
| Meggiorini 20’ (rig.) Obi 45’ | Marcatori | 5’ Santander 56’ Orsolini |

| Napoli 25 novembre 2018, ore 15:00 CET 13ª giornata | Napoli          | 0 – 0 referto | Chievo | Stadio San Paolo (44 408 spett.)\| Arbitro: \| Chiffi (Padova) \| |
| Arbitro:                                            | Chiffi (Padova) |               |        |                                                                   |

| Arbitro: | Maresca (Napoli) |

|                |           |              |
| Pellissier 25’ | Marcatori | 66’ Immobile |

| Arbitro: | La Penna (Roma) |

|                 |           |               |
| Bruno Alves 53’ | Marcatori | 46’ Stępiński |

| Ferrara 16 dicembre 2018, ore 12:30 CET 16ª giornata | SPAL            | 0 – 0 referto | Chievo | Stadio Paolo Mazza (11 882 spett.)\| Arbitro: \| Banti (Livorno) \| |
| Arbitro:                                             | Banti (Livorno) |               |        |                                                                     |

| Arbitro: | Pasqua (Tivoli) |

|                  |           |             |
| Pellissier 90+1’ | Marcatori | 39’ Perišić |

| Arbitro: | Giua (Olbia) |

|                              |           |  |
| Quagliarella 47’ Ramírez 59’ | Marcatori |  |

| Arbitro: | Rocchi (Firenze) |

|                 |           |  |
| Giaccherini 76’ | Marcatori |  |

#### Girone di ritorno
| Arbitro: | Piccinini (Forlì) |

|                                           |           |  |
| Douglas Costa 13’ Emre Can 45’ Rugani 84’ | Marcatori |  |

| Arbitro: | Chiffi (Padova) |

|                                                  |           |                                       |
| Stępiński 38’ Pellissier 60’ (rig.) Đorđević 89’ | Marcatori | 4’ Muriel 26’ Benassi 79’, 86’ Chiesa |

| Arbitro: | Di Bello (Brindisi) |

|                   |           |                                 |
| Caputo 45+2’, 52’ | Marcatori | 31’ Giaccherini 45+1’ Stępiński |

| Arbitro: | Abisso (Palermo) |

|  |           |                                      |
|  | Marcatori | 9’ El Shaarawy 18’ Džeko 51’ Kolarov |

| Arbitro: | Valeri (Roma) |

|                |           |  |
| Teodorczyk 85’ | Marcatori |  |

| Verona 24 febbraio 2019, ore 15:00 CET 25ª giornata | Chievo         | 0 – 0 referto | Genoa | Stadio Marcantonio Bentegodi (11 000 spett.)\| Arbitro: \| Volpi (Arezzo) \| |
| Arbitro:                                            | Volpi (Arezzo) |               |       |                                                                              |

| Arbitro: | La Penna (Roma) |

|                                     |           |  |
| Belotti 76’ Rincón 90+2’ Zaza 90+3’ | Marcatori |  |

| Arbitro: | Pairetto (Nichelino) |

|             |           |                       |
| Hetemaj 41’ | Marcatori | 31’ Biglia 57’ Piątek |

| Arbitro: | Irrati (Pistoia) |

|            |           |                |
| Iličić 55’ | Marcatori | 32’ Meggiorini |

| Arbitro: | Abisso (Palermo) |

|  |           |                                        |
|  | Marcatori | 16’ Pisacane 33’ João Pedro 43’ Ioniță |

| Arbitro: | Maggioni (Lecco) |

|                                           |           |  |
| Demiral 4’, 45’ Locatelli 47’ Berardi 57’ | Marcatori |  |

| Arbitro: | Pairetto (Nichelino) |

|                                         |           |  |
| Pulgar 65’ (rig.), 68’ (rig.) Dijks 89’ | Marcatori |  |

| Arbitro: | La Penna (Roma) |

|           |           |                              |
| Cesar 90’ | Marcatori | 15’, 81’ Koulibaly 64’ Milik |

| Arbitro: | Chiffi (Padova) |

|             |           |                         |
| Caicedo 68’ | Marcatori | 49’ Vignato 51’ Hetemaj |

| Arbitro: | Sacchi (Macerata) |

|                |           |           |
| Meggiorini 66’ | Marcatori | 38’ Kucka |

| Arbitro: | Ros (Pordenone) |

|  |           |                                        |
|  | Marcatori | 8’, 55’ Felipe 47’ Floccari 81’ Kurtić |

| Arbitro: | Valeri (Roma) |

|                          |           |  |
| Politano 39’ Perišić 86’ | Marcatori |  |

| Verona 19 maggio 2019, ore 12:30 CEST 37ª giornata | Chievo              | 0 – 0 referto | Sampdoria | Stadio Marcantonio Bentegodi (10 000 spett.)\| Arbitro: \| Aureliano (Bologna) \| |
| Arbitro:                                           | Aureliano (Bologna) |               |           |                                                                                   |

| Frosinone 25 maggio 2019, ore 18:00 CEST 38ª giornata | Frosinone           | 0 – 0 referto | Chievo | Stadio Benito Stirpe\| Arbitro: \| Di Martino (Teramo) \| |
| Arbitro:                                              | Di Martino (Teramo) |               |        |                                                           |

### Coppa Italia

#### Turni preliminari
| Arbitro: | Mazzoleni (Bergamo) |

|               |           |  |
| N. Rigoni 55’ | Marcatori |  |

| Arbitro: | Nasca (Bari) |

|           |           |                       |
| Léris 18’ | Marcatori | 8’ Cerri 68’ Pisacane |

## Statistiche
Statistiche aggiornate al 25 maggio 2019.

### Statistiche di squadra
| Competizione | Punti | In casa | In casa | In casa | In casa | In casa | In casa | In trasferta | In trasferta | In trasferta | In trasferta | In trasferta | In trasferta | Totale | Totale | Totale | Totale | Totale | Totale | D.R. |
| Competizione | Punti | G       | V       | N       | P       | Gf      | Gs      | G            | V            | N            | P            | Gf           | Gs           | G      | V      | N      | P      | Gf     | Gs     | D.R. |
| ------------ | ----- | ------- | ------- | ------- | ------- | ------- | ------- | ------------ | ------------ | ------------ | ------------ | ------------ | ------------ | ------ | ------ | ------ | ------ | ------ | ------ | ---- |
| Serie A      | 17    | 19      | 1       | 7       | 11      | 14      | 37      | 19           | 1            | 7            | 11           | 11           | 38           | 38     | 2      | 14     | 22     | 25     | 75     | −50  |
| Coppa Italia | -     | 2       | 1       | 0       | 1       | 2       | 2       | 0            | 0            | 0            | 0            | 0            | 0            | 2      | 1      | 0      | 1      | 2      | 2      | 0    |
| Totale       | -     | 21      | 2       | 7       | 12      | 16      | 39      | 19           | 1            | 7            | 11           | 11           | 38           | 40     | 3      | 14     | 23     | 27     | 77     | −50  |

### Andamento in campionato
| Giornata  | 1  | 2  | 3  | 4  | 5  | 6  | 7  | 8  | 9  | 10 | 11 | 12 | 13 | 14 | 15 | 16 | 17 | 18 | 19 | 20 | 21 | 22 | 23 | 24 | 25 | 26 | 27 | 28 | 29 | 30 | 31 | 32 | 33 | 34 | 35 | 36 | 37 | 38 |
| --------- | -- | -- | -- | -- | -- | -- | -- | -- | -- | -- | -- | -- | -- | -- | -- | -- | -- | -- | -- | -- | -- | -- | -- | -- | -- | -- | -- | -- | -- | -- | -- | -- | -- | -- | -- | -- | -- | -- |
| Luogo     | C  | T  | C  | T  | C  | T  | C  | T  | C  | T  | C  | C  | T  | C  | T  | T  | C  | T  | C  | T  | C  | T  | C  | T  | C  | T  | C  | T  | C  | T  | T  | C  | T  | C  | C  | T  | C  | T  |
| Risultato | P  | P  | N  | N  | P  | P  | P  | P  | P  | P  | P  | N  | N  | N  | N  | N  | N  | P  | V  | P  | P  | N  | P  | P  | N  | P  | P  | N  | P  | P  | P  | P  | V  | N  | P  | P  | N  | N  |
| Posizione | 20 | 20 | 20 | 20 | 20 | 20 | 20 | 20 | 20 | 20 | 20 | 20 | 20 | 20 | 20 | 20 | 20 | 20 | 20 | 20 | 20 | 20 | 20 | 20 | 20 | 20 | 20 | 20 | 20 | 20 | 20 | 20 | 20 | 20 | 20 | 20 | 20 | 20 |

Legenda:

Luogo: C = Casa; T = Trasferta. Risultato: V = Vittoria; N = Pareggio; P = Sconfitta.

### Statistiche dei giocatori
Sono in corsivo i calciatori che hanno lasciato la società a stagione in corso.
| Giocatore      | Serie A  | Serie A | Serie A     | Serie A    | Coppa Italia | Coppa Italia | Coppa Italia | Coppa Italia | Totale   | Totale | Totale      | Totale     |
| Giocatore      | Presenze | Reti    | Ammonizioni | Espulsioni | Presenze     | Reti         | Ammonizioni  | Espulsioni   | Presenze | Reti   | Ammonizioni | Espulsioni |
| -------------- | -------- | ------- | ----------- | ---------- | ------------ | ------------ | ------------ | ------------ | -------- | ------ | ----------- | ---------- |
| M. Andreolli   | 8        | 0       | 2           | 0          | -            | -            | -            | -            | 8        | 0      | 2           | 0          |
| M. Bani        | 30       | 0       | 8           | 1          | 1            | 0            | 0            | 0            | 31       | 0      | 8           | 1          |
| F. Barba       | 30       | 0       | 7           | 1          | -            | -            | -            | -            | 30       | 0      | 7           | 1          |
| M. Bertagnoli  | -        | -       | -           | -          | 0            | 0            | 0            | 0            | 0        | 0      | 0           | 0          |
| V. Birsa       | 17       | 2       | 1           | 0          | 1            | 0            | 0            | 0            | 18       | 2      | 1           | 0          |
| M. Bragantini  | 0        | 0       | 0           | 0          | -            | -            | -            | -            | 0        | 0      | 0           | 0          |
| M. Burruchaga  | 1        | 0       | 0           | 0          | 1            | 0            | 0            | 0            | 2        | 0      | 0           | 0          |
| F. Cacciatore  | 7        | 0       | 1           | 0          | 2            | 0            | 0            | 0            | 9        | 0      | 1           | 0          |
| E. Caprile     | 0        | 0       | 0           | 0          | 0            | 0            | 0            | 0            | 0        | 0      | 0           | 0          |
| B. Cesar       | 14       | 1       | 3           | 0          | 1            | 0            | 1            | 0            | 15       | 1      | 4           | 0          |
| F. Depaoli     | 33       | 0       | 12          | 2          | 1            | 0            | 0            | 0            | 34       | 0      | 12          | 2          |
| A. Dioussé     | 14       | 0       | 5           | 0          | -            | -            | -            | -            | 14       | 0      | 5           | 0          |
| F. Đorđević    | 13       | 1       | 1           | 0          | 1            | 0            | 0            | 0            | 14       | 1      | 1           | 0          |
| N. Frey        | 5        | 0       | 0           | 0          | -            | -            | -            | -            | 5        | 0      | 0           | 0          |
| L. Garritano   | -        | -       | -           | -          | 0            | 0            | 0            | 0            | 0        | 0      | 0           | 0          |
| E. Giaccherini | 26       | 3       | 8           | 0          | 2            | 0            | 0            | 0            | 28       | 3      | 8           | 0          |
| S. Grubac      | 3        | 0       | 1           | 0          | 1            | 0            | 0            | 0            | 4        | 0      | 1           | 0          |
| P. Hetemaj     | 30       | 2       | 9           | 0          | 1            | 0            | 0            | 0            | 31       | 2      | 9           | 0          |
| P. Jaroszyński | 19       | 0       | 2           | 0          | 1            | 0            | 0            | 0            | 20       | 0      | 2           | 0          |
| M. Juwara      | 1        | 0       | 0           | 0          | 0            | 0            | 0            | 0            | 1        | 0      | 0           | 0          |
| T. Kaleba      | -        | -       | -           | -          | 0            | 0            | 0            | 0            | 0        | 0      | 0           | 0          |
| I. Karamoko    | 2        | 0       | 0           | 0          | 0            | 0            | 0            | 0            | 2        | 0      | 0           | 0          |
| S. Kiyine      | 23       | 0       | 7           | 0          | 2            | 0            | 0            | 0            | 25       | 0      | 7           | 0          |
| M. Léris       | 23       | 0       | 4           | 0          | 1            | 1            | 0            | 0            | 24       | 1      | 4           | 0          |
| R. Meggiorini  | 24       | 3       | 6           | 0          | 1            | 0            | 0            | 0            | 25       | 3      | 6           | 0          |
| A. Ndrecka     | 1        | 0       | 0           | 0          | -            | -            | -            | -            | 1        | 0      | 0           | 0          |
| J. Obi         | 11       | 1       | 1           | 0          | -            | -            | -            | -            | 11       | 1      | 1           | 0          |
| S. Pellissier  | 19       | 4       | 1           | 0          | 0            | 0            | 0            | 0            | 19       | 4      | 1           | 0          |
| L. Piazon      | 4        | 0       | 0           | 0          | -            | -            | -            | -            | 4        | 0      | 0           | 0          |
| M. Pucciarelli | 10       | 0       | 1           | 0          | 0            | 0            | 0            | 0            | 10       | 0      | 1           | 0          |
| I. Radovanović | 19       | 0       | 6           | 0          | 1            | 0            | 0            | 0            | 20       | 0      | 6           | 0          |
| N. Rigoni      | 24       | 0       | 9           | 1          | 2            | 1            | 1            | 0            | 26       | 1      | 10          | 1          |
| L. Rossettini  | 21       | 0       | 5           | 0          | 2            | 0            | 1            | 0            | 23       | 0      | 6           | 0          |
| E. Schelotto   | 4        | 0       | 0           | 0          | -            | -            | -            | -            | 4        | 0      | 0           | 0          |
| A. Seculin     | 2        | -7      | 0           | 0          | 1            | 0            | 0            | 0            | 3        | -7     | 0           | 0          |
| A. Šemper      | 6        | -8      | 0           | 0          | 1            | -2           | 0            | 0            | 7        | -10    | 0           | 0          |
| S. Sorrentino  | 31       | -60     | 2           | 0          | 0            | 0            | 0            | 0            | 31       | -60    | 2           | 0          |
| M. Stępiński   | 35       | 6       | 5           | 0          | 2            | 0            | 0            | 0            | 37       | 6      | 5           | 0          |
| S. Tanasijević | 1        | 0       | 2           | 1          | 1            | 0            | 0            | 0            | 2        | 0      | 2           | 1          |
| N. Tomović     | 10       | 1       | 1           | 0          | 1            | 0            | 0            | 0            | 11       | 1      | 1           | 0          |
| M. Valjent     | -        | -       | -           | -          | 0            | 0            | 0            | 0            | 0        | 0      | 0           | 0          |
| E. Vignato     | 10       | 1       | 0           | 0          | -            | -            | -            | -            | 10       | 1      | 0           | 0          |

## Giovanili

### Organigramma
Area tecnica
- Primavera
  - Allenatore: Paolo Mandelli
  - Allenatore in seconda: Alessio Baresi
  - Preparatore atletico: Romeo Nero
  - Preparatore portieri: Roberto Pavesi
- Under-17
  - Allenatore: Alessandro Gamberini
  - Preparatore atletico: Massimo Bucci
  - Preparatore portieri: Stefano Scali
- Under-16
  - Allenatore: Vito Antonelli
  - Preparatore atletico: Omar Marchi
  - Preparatore portieri: Stefano Scali
- Under 15
  - Allenatore: Giacomo Lorenzini
- Under-14
  - Allenatore: Matteo Barella